# Cine underground
El concepte de cinema underground comprèn certes pel·lícules que són produïdes fora de la cultura Mainstream (contracultura). Actualment, aquest concepte s'engloba dins del cinema experimental, igual que el cinema pur i el cinema absolut.

## Història
El primer ús del terme «cinema underground» va ocórrer en un assaig de 1957 del crític cinematogràfic nord-americà Manny Farber, «Underground films». Farber l'utilitza per referir a treballs de directors que «juguen un rol d'anti-art a Hollywood». Ell contrasta aquest tipus de treball amb el d'altres directors com Howard Hawks o De Sica que eren molt elogiats per la crítica. No obstant això, com en la «premsa underground», el terme es va desenvolupar com una referència metafòrica per la cultura clandestina i subversiva que es troba per sota dels mitjans de comunicació legítims i oficials.
Cap a finals dels cinquanta, el concepte d'"underground" va ser utilitzat per referir-se als primers cineastes independents, que es trobaven sobretot als EUA (California i Nova York). Posteriorment, aquest moviment es va estendre al Regne Unit (London Film-Makers Co-Op, Londres) i Australia (Ubi Films, Sidney), agafant un caire més experimental gràcies a diferents cineastes del moment com Andy Warhol o Maya Deren. Va ser cap a finals dels seixanta, que aquests cineastes van distanciar-se de les connotacions contraculturals del concepte, definint les seves obres como vanguardistes.
No obstant, a través dels anys 70 i 80, el «cinema underground» seguiria referint-se al cinema independent amb certa actitud contracultural. El terme va ser comprès més notòriament per Nick Zedd i altres cineastes associats amb Cinema of Transgression i No Wave Cinema, assentats a Nova York, des de finals dels setanta fins als inicis dels noranta.
Va ser aleshores quan va aparèixer una nova generació de cineastes, provinents del "Cinema of Transgression", els quals van ajuntar l'art trangressiu amb el cinema "underground". Això va suposar que es comencessin a realitzar produccions de molt baix pressupost amb l'objectiu de desafiar el cinema independent comercialitzat (gràcies a productores com Miramax) i el cinema experimental institucionalitzat. Aquesta actitud va definir una nova etapa dins del moviment en la que es van començar a organitzar els primers festivals, apareixen nous cineastes com Carlos Atanes i nous col·lectius radicals com Exploding Cinema.
Cap als inicis dels 2000, el terme es va difuminar una altra vegada, quan els treballs dels festivals underground van començar a relacionar-se amb l'experimentació més formal, i les divisió que havia estat significativa en menys d'una dècada, ara resultava menys notable. Si el terme és usat en tot, això implica una forma de cinematografia independent de molt baix pressupost, amb possible contingut transgressiu, o una analogia lo-fi per a la cultura i música post-punk. Prenent lloc en soterranis al llarg d'Amèrica, el cinema underground sempre ha tingut dificultats per obtenir l'acceptació general.

## Cineastes importants
- Kenneth Anger
- George Kuchar
- Carlos Atanes
- Michel Auder
- Carmelo Bene
- Jean-Pierre Bouyxou
- Stan Brakhage
- Jonas Mekas
- Stephen Dwoskin
- Pierre Clémenti
- Bruce Conner
- Paul Morrissey
- Otto Muehl
- John Waters
- Shirley Clarke
- Carlos Antanes